# Championnat de Belgique de football de deuxième division 1981-1982
Navigation
saison précédente saison suivante
Le Championnat de Belgique de football de Division 2 1981-1982 est la 65e édition du championnat de deuxième niveau national en Belgique.
La compétition conserve le même schéma que la saison précédente, à savoir une phase classique pendant laquelle les 16 équipes s'affrontent deux fois chacune en matches aller-retour. Le champion est directement promu en Division 1. Ensuite un tour final concerne quatre formations et désigne le second montant. À l'autre bout du classement, les deux derniers sont relégués en Division 3 en vue de la saison suivante.
Cette édition est une de celles offrant un dénouement longtemps improbable. La première partie de l'exercice connaît un meneur surprise avec Saint-Trond VV. Celui-ci rentre complètement dans le rang par la suite et ne fait que de la figuration au tour final. Un Beerschot, autoritaire et revanchard de la punition qui l'a contraint à descendre, occupe la tête jusqu'au soir de l'avant-dernière journée. Mais les "Kielratten" se font coiffer au poteau par un épatant R. FC Sérésien. Ayant compté jusqu'à neuf points de retard sur les Anversois, les "Métallos" signent un magistral 22 sur 22 pour s'emparer du titre dans l'antre même de leur rival. Le matricule 17 atteint la D1 pour la toute première fois.
Le Beerschot doit se reporter sur le tour final qu'il domine et réintègre l'élite.
La lutte reste passionnante en base de classement. Finalement le Racing Jet et le promu du Witgoor Dessel terminent un rien trop court.

## Clubs participants
Les matricules en gras indiquent les clubs qui existent toujours aujourd'hui, les autres ont disparu.
| #  | Nom                                                    | Mat. | Ville       | Stades                 | En D2 depuis (série) | Total en D2 | Saison précéd. |
| -- | ------------------------------------------------------ | ---- | ----------- | ---------------------- | -------------------- | ----------- | -------------- |
| 1  | Koninklijke Beerschot Voetbal en Atletische Vereniging | 13   | Anvers      | Kiel                   | 1981-1982 (1er)      | 1re         | D1, 15e        |
| 2  | Koninklijke Berchem Sport                              | 28   | Anvers      | Het Rooi               | 1981-1982 (1er)      | 21e         | D1, 18e        |
| 3  | Royal Football Club Sérésien                           | 17   | Seraing     | du Pairay              | 1980-1981 (2e)       | 28e         | , 2e           |
| 4  | Royal Charleroi Sporting Club                          | 22   | Charleroi   | Mambourg               | 1980-1981 (2e)       | 25e         | 6e             |
| 5  | Koninklijke Racing Club Mechelen                       | 24   | Malines     | O. Van Kesbeeck        | 1976-1977 (6e)       | 30e         | 12e            |
| 6  | Koninklijke Sportig Club Hasselt                       | 37   | Hasselt     | Stedelijke             | 1980-1981 (2e)       | 24e         | 4e             |
| 7  | Koninklijke Football Club Diest                        | 41   | Diest       | De Warande             | 1975-1975 (7e)       | 16e         | 14e            |
| 8  | Koninklijke Boom Football Club                         | 58   | Boom        | du Parc communal       | 1978-1979 (4e)       | 36e         | 8e             |
| 9  | Koninklijke Sport Vereniging Oudenaarde                | 81   | Audenarde   | Burg. Thienpontstadion | 1980-1981 (2e)       | 3e          | 7e             |
| 10 | Koninklijke Sport-Club Eendracht Aalst                 | 90   | Alost       | Pierre Corneliss       | 1977-1978 (5e)       | 18e         | 3e             |
| 11 | Royale Association Athlétique Louviéroise              | 93   | La Louvière | du Tivoli              | 1979-1980 (3e)       | 8e          | 10e            |
| 12 | Koninklijke Sint-Truidense Voetbal Vereniging          | 373  | Saint-Trond | Stayen                 | 1974-1975 (7e)       | 16e         | 11e            |
| 13 | Koninklijke Racing Club Harelbeke                      | 1615 | Harelbeke   | Forestier              | 1978-1979 (4e)       | 4e          | 9e             |
| 14 | Racing Jet Bruxelles                                   | 4549 | Jette       | Annexe du Heysel       | 1979-1980 (2e)       | 2e          | 13e            |
| 15 | Koninklijke Stade Leuven                               | 18   | Louvain     | Den Dreef              | 1981-1982 (1er)      | 29e         | D3A, 1er       |
| 16 | Football Club Witgoor Sport Dessel                     | 2065 | Dessel      | Witgoorstadion         | 1981-1982 (1er)      | 1re         | D3B, 1er       |

### Localisation des clubs
| \| Beerschot Berchem Sp. Harelbeke Oudenaarde Alost Boom RC Mechelen Diest Dessel RJ Bxl Leuven Hasselt Seraing St-Trond Sp. Charleroi La Louvière \| Localisation des clubs engagés en Division 2 1981-1982 |
| Beerschot Berchem Sp. Harelbeke Oudenaarde Alost Boom RC Mechelen Diest Dessel RJ Bxl Leuven Hasselt Seraing St-Trond Sp. Charleroi La Louvière                                                              |

## Classements et Résultats
Légende
- Champion de Belgique de Division 2 1980 et promu en Division 1 la saison suivante
- Club qualifié pour le tour final pour la montée en Division 1
- Club relégué en Division 3 la saison suivante

Abréviations
 : club promu de Division 3 depuis la saison précédente

 : club relégué de Division 1 depuis la saison précédente

### Classement final
- Champion d'automne: K. Beerschot VAV

| Rang | Équipe                | Pts | J  | G  | N  | P  | Bp | Bc | Diff |
| ---- | --------------------- | --- | -- | -- | -- | -- | -- | -- | ---- |
| 1    | R. FC Sérésien        | 44  | 30 | 18 | 8  | 4  | 58 | 21 | +37  |
| 2    | K. Beerschot VAV      | 43  | 30 | 16 | 11 | 3  | 50 | 22 | +28  |
| 3    | K. SC Hasselt         | 36  | 30 | 14 | 8  | 8  | 47 | 32 | +15  |
| 4    | K. RC Harelbeke       | 36  | 30 | 11 | 14 | 5  | 54 | 39 | +15  |
| 5    | K. Berchem Sport      | 31  | 30 | 11 | 9  | 10 | 46 | 38 | +8   |
| 6    | K. Staden Leuven      | 30  | 30 | 9  | 12 | 9  | 43 | 39 | +4   |
| 7    | K. SV Oudenaarde      | 30  | 30 | 9  | 12 | 9  | 35 | 42 | -7   |
| 8    | K. St-Truidense VV    | 29  | 30 | 11 | 7  | 12 | 35 | 33 | +2   |
| 9    | K. SC Eendracht Aalst | 29  | 30 | 11 | 7  | 12 | 40 | 43 | -3   |
| 10   | K. FC Diest           | 26  | 30 | 11 | 4  | 15 | 36 | 55 | -19  |
| 11   | R. Charleroi SC       | 25  | 30 | 9  | 7  | 14 | 23 | 47 | -24  |
| 12   | K. RC Mechelen        | 25  | 30 | 7  | 11 | 12 | 32 | 39 | -7   |
| 13   | R. AA Louviéroise     | 25  | 30 | 7  | 11 | 12 | 23 | 31 | -8   |
| 14   | K. Boom FC            | 25  | 30 | 6  | 13 | 11 | 22 | 32 | -10  |
| 15   | Witgoor Sport Dessel  | 23  | 30 | 6  | 11 | 13 | 34 | 59 | -25  |
| 16   | Racing Jet Bruxelles  | 23  | 30 | 5  | 13 | 12 | 26 | 32 | -6   |

### Leader du classement journée par journée
- Le Beerschot ne joue pas lors de la 1re et de 2e journée. Les parties prévues, contre Witgoor Dessel puis à Charleroi, sont respectivement reportées au 28 octobre 1981, soit avant la 9e journée et au 7 octobre 1981, soit avant la 6e journée. Cela parce que les Kielratten épuisaient tous les recours contre la punition les renvoyant en D2, mais en vain.
- En raison de la remise générale de la 17e journée, la chronologie ci-dessus doit s'interpréter en avançant les journées d'un cran vers la gauche. La no 17 prenant la place de la no 22.

### Tableau des résultats
Avec seize clubs engagés, 240 matches sont au programme de la saison.
| Résultats (▼dom., ►ext.)                                   | BEE | BSP | BOO | CHA | DIE | AAL | HAR | HAS | LOU | OUD | RJB | RCM | SER | STT | SLE | WIT |
| K. Beerschot VAV                                           |     | 2-1 | 1-1 | 4-0 | 6-1 | 2-2 | 0-0 | 2-1 | 4-0 | 0-0 | 2-0 | 1-0 | 0-1 | 2-0 | 2-0 | 2-1 |
| K. Berchem Sport                                           | 0-2 |     | 1-1 | 6-0 | 4-0 | 2-2 | 5-2 | 0-4 | 0-0 | 0-1 | 1-0 | 2-0 | 1-1 | 0-1 | 0-0 | 2-1 |
| K. Boom FC                                                 | 0-0 | 0-0 |     | 0-1 | 0-0 | 2-1 | 0-0 | 1-1 | 1-0 | 3-0 | 1-0 | 2-2 | 1-0 | 2-0 | 1-2 | 0-0 |
| R. Charleroi SC                                            | 0-2 | 0-3 | 2-1 |     | 3-2 | 1-3 | 0-0 | 0-1 | 0-0 | 1-1 | 1-1 | 1-4 | 1-1 | 0-2 | 2-1 | 3-0 |
| K. FC Diest                                                | 2-0 | 0-5 | 2-0 | 0-1 |     | 2-1 | 1-3 | 2-0 | 1-0 | 1-1 | 4-0 | 2-1 | 1-1 | 0-2 | 1-0 | 1-2 |
| K. SC Eendracht Aalst                                      | 0-0 | 0-1 | 2-1 | 2-0 | 2-0 |     | 1-2 | 3-0 | 1-2 | 2-1 | 0-0 | 1-1 | 1-0 | 2-0 | 3-2 | 2-3 |
| K. FC Harelbeke                                            | 3-1 | 1-0 | 1-1 | 4-1 | 2-1 | 5-1 |     | 3-0 | 2-2 | 3-1 | 4-4 | 1-0 | 1-3 | 1-3 | 2-2 | 6-1 |
| K. SC Hasselt                                              | 2-2 | 4-0 | 1-0 | 2-0 | 3-0 | 3-0 | 0-0 |     | 1-0 | 1-0 | 0-0 | 1-1 | 0-1 | 1-0 | 2-2 | 7-1 |
| R. AA Louvièroise                                          | 1-2 | 0-1 | 0-0 | 3-0 | 2-1 | 1-1 | 1-0 | 0-1 |     | 1-1 | 1-1 | 0-1 | 1-2 | 1-1 | 1-0 | 1-1 |
| K. SV Oudenaarde                                           | 0-1 | 1-1 | 2-1 | 0-0 | 4-4 | 4-1 | 1-1 | 5-3 | 1-0 |     | 2-0 | 1-0 | 0-2 | 2-0 | 2-2 | 2-2 |
| Racing Jet Bruxelles                                       | 0-2 | 2-2 | 4-0 | 0-1 | 0-1 | 2-0 | 2-0 | 2-3 | 0-0 | 0-0 |     | 0-0 | 1-1 | 3-0 | 0-0 | 3-0 |
| K. RC Mechelen                                             | 1-1 | 2-2 | 1-0 | 1-2 | 2-3 | 0-2 | 1-1 | 2-0 | 0-0 | 0-1 | 2-1 |     | 1-3 | 2-1 | 1-1 | 4-1 |
| R. FC Sérésien                                             | 0-0 | 3-0 | 4-0 | 1-0 | 3-0 | 2-0 | 4-4 | 0-1 | 3-1 | 0-0 | 2-0 | 4-0 |     | 1-0 | 7-1 | 3-0 |
| K. St-Truidense VV                                         | 2-2 | 2-3 | 3-1 | 0-0 | 0-1 | 2-1 | 0-0 | 1-1 | 3-1 | 2-0 | 0-0 | 4-2 | 2-1 |     | 1-1 | 3-0 |
| K. Stade Leuven                                            | 2-2 | 4-2 | 1-1 | 2-0 | 4-1 | 1-2 | 1-1 | 2-1 | 0-1 | 4-0 | 2-0 | 0-0 | 1-2 | 1-0 |     | 4-1 |
| Witgoor Sport Dessel                                       | 1-3 | 2-1 | 0-0 | 0-2 | 3-1 | 1-1 | 1-1 | 2-2 | 1-2 | 6-1 | 0-0 | 0-0 | 2-2 | 1-0 | 0-0 |     |
| - Victoire à domicile - Match nul - Victoire à l'extérieur |     |     |     |     |     |     |     |     |     |     |     |     |     |     |     |     |

## La saison en bref

### 1repériode
Cette période concerne les 10 premières journées. Elle est disputée du 5 septembre 1981 au 11 novembre 1981. Toutes les rencontres de la 10e journée se jouent le même jour à la même heure.

### 2epériode
Cette période concerne les matches des journées no 11 à 20. Elle est disputée du 14 novembre 1981 au 28 février 1982. Toutes les rencontres de la 20e journée se jouent le même jour à la même heure.
La 16e journée a connu deux rencontres remises et reprogrammées ultérieurement. La 17e journée, prévue le 17 janvier 1982 a fait l'objet d'une remise générale. Elle est replacée le 28 février 1982 et fait office de dernière journée de la période. Seules cinq rencontres qui peuvent encore avoir une influence sur le classement de cette période sont jouées le dimanche à 15h00. À noter que des matchs de la 3e période ont été jouées entretemps.

### 3epériode
Cette période concerne les 10 dernières journées. Elle est disputée du 13 février 1988 au 25 avril 1982. Toutes les rencontres des 29e et 30e journée se jouent le même jour à la même heure.

## Tour final

### Participants
- K. Beerschot VAV (2e du général - Vainqueur de la 2e période)
- K. SC Hasselt (3e du général)
- K. RC Harelbeke (4e du général)
- K. Sint-Truidense VV (8e du général - Vainqueur de la 1re période)

### Classement final
L'ordre des matchs du tour final est désigné par un tirage au sort, effectué au siège de l'URBSFA. Il est disputé du 2 mai 1982 au 20 mai 1982.
Légende
- Club promu en Division 1 la saison suivante

| Rang | Équipe             | Pts | J | G | N | P | Bp | Bc | Diff |  | Résultats (▼ dom., ► ext.) | BEE | HAR | HAS | STT |
| ---- | ------------------ | --- | - | - | - | - | -- | -- | ---- |  | -------------------------- | --- | --- | --- | --- |
| 1    | K. Beerschot VAV   | 11  | 6 | 5 | 1 | 0 | 12 | 4  | +8   |  | K. Beerschot VAV           |     | 1-0 | 3-0 | 4-2 |
| 2    | K. RC Harelbeke    | 8   | 6 | 3 | 2 | 1 | 11 | 5  | +6   |  | K. RC Harelbeke            | 1-1 |     | 4-2 | 4-0 |
| 3    | K. SC Hasselt      | 4   | 6 | 1 | 2 | 3 | 7  | 12 | -5   |  | K. SC Hasselt              | 1-2 | 1-1 |     | 2-1 |
| 4    | K. St-Truidense VV | 1   | 6 | 0 | 1 | 5 | 4  | 13 | -9   |  | K. St-Truidense VV         | 0-1 | 0-1 | 1-1 |     |

### Leader du tour final journée par journée
- La 1re journée s'est soldée par deux partages (1-1), et il n'y avait de "leader unique".

### Résumé du Tour final
Ce tour final n'atteint jamais l'intensité de son devancier de 1981. La première journée se solde par deux partages, mais ensuite le Beerschot se montre intraitable et aligne cinq succès. Les "Rats du Kiel" retrouvent la D1 une saison après l'avoir quittée.

## Meilleur buteur
- N'Dingi Bokila (KRC Harelbeke), 17 buts
- Danny Veyt (K. Sint-Niklaasse SK), 17 buts

## Récapitulatif de la saison
- Champion : R. FC Sérésien (1er titre de Division 2)
- 13e titre de champion de Division 2 pour la Province de Liège.

| Région flamande (10)            | Région flamande (10) | Province de Brabant (3)      | Province de Brabant (3) | Région wallonne (3)    | Région wallonne (3) |
| ------------------------------- | -------------------- | ---------------------------- | ----------------------- | ---------------------- | ------------------- |
| Province d'Anvers               | 5                    | Région de Bruxelles-Capitale | 1                       | Province de Hainaut    | 2                   |
| Province de Flandre-Occidentale | 1                    | Province du Brabant flamand  | 2                       | Province de Liège      | 1                   |
| Province de Flandre-Orientale   | 2                    | Province du Brabant wallon   | 0                       | Province de Luxembourg | 0                   |
| Province de Limbourg            | 2                    |                              |                         | Province de Namur      | 0                   |

1. ↑  Au niveau footballistique, la province de Brabant est toujours unitaire malgré sa partition territoriale en 1995.

### Admission et relégation
Seraing et le Beerschot sont promus en Division 1 d'où sont relégués KV Mechelen, promu un an plus tôt via la tour final et Beringen, "sauvé" douze mois auparavant par la punition imposée au Beerschot.
Witgoor Dessel et le Racing Jet sont renvoyés en Division 3, d'où sont promus St-Nicolas/Waes, relégué de D2 la saison précédente et Overpelt-Fabriek qui atteint la D2 pour la première fois de son Histoire.

### Bilan de la saison
| Championnat de Belgique de football de deuxième division 1981-1982 |                            |
| Champion                                                           | R. FC Sérésien (1er titre) |
| Dauphin                                                            | K. Beerschot VAV           |
| Promotions et relégations                                          |                            |
| Promus en Division 2                                               | K. Sint-Niklaase SK        |
| Promus en Division 2                                               | V&V Overpelt-Fabriek       |
| Relégués en Division 3                                             | Witgoor Sport Dessel       |
| Relégués en Division 3                                             | Racing Jet Bruxelles       |

## Début en D2
Deux clubs évoluent pour la première fois de leur Histoire au 2e niveau national du football belge. Ils sont les 113e et 114e clubs différents à atteindre ce niveau.
- K. Beerschot VAV et Witgoor Sport Dessel sont les 27e et 28e clubs anversois différents à jouer ce niveau.